# Аргајл: Супершпијун
Аргајл: Супершпијун (енгл. Argylle) је шпијунски филм из 2024. Режију и продукцију потписује Метју Вон, а сценарио Џејсон Фукс. Темељи се на истоименом роману Ели Конвеј из 2022. Ансамблску поделу улога чине: Брајс Далас Хауард, Сем Роквел, Брајан Кранстон, Кетрин О’Хара, Хенри Кавил, Софија Бутела, Дуа Липа, Аријана Дебоз, Џон Сина и Самјуел Л. Џексон. Радња се усредсређује на повучену ауторку која схвата да нови шпијунски роман који пише одражава догађаје из стварног света.
Премијера је приказана 24. јануара 2024. у Лондону. Приказивање у биоскопима започело је 1. фебруара у Уједињеном Краљевству, а дан касније у Сједињеним Америчким Државама и Србији. Добио је помешане рецензије критичара и зарадио преко 95 милиона долара широм света.

## Радња
Ели Конвеј (Брајс Далас Хауард) је повучена списатељица серијала шпијунских бестселера, за коју је идеално вече оно проведено код куће, уз рачунар и са мачком по имену Алфи. Али, када заплет из њених измишљених књига, који се одвија око тајног агента Аргајла и његове мисије да раскринка светско шпијунско удружење, почне да одражава тајне акције шпијунске организације из стварног живота, мирне вечери код куће постају ствар прошлости.

## Улоге
| Глумац             | Улога          |
| ------------------ | -------------- |
| Брајс Далас Хауард | Ели Конвеј     |
| Сем Роквел         | Ејдан          |
| Брајан Кранстон    | Ритер          |
| Кетрин О’Хара      | Рут Конвеј     |
| Хенри Кавил        | агент Аргајл   |
| Софија Бутела      | Саба ел Бадр   |
| Дуа Липа           | Лагрејнџ       |
| Аријана Дебоз      | Кира           |
| Џон Сина           | Вајат          |
| Самјуел Л. Џексон  | Алфред Соломон |

## Будућност
Аргајл треба да буде почетак франшизе која би се састојала од најмање три филма.